# Saint-Hilaire-Bonneval
Saint-Hilaire-Bonneval (tiếng Occitan: Sent Alari Bona Vau) là một xã của tỉnh Haute-Vienne, thuộc vùng Nouvelle-Aquitaine, miền trung nước Pháp.